# ویلسون ماتیاس
ویلسون ماتیاس (به پرتغالی: Wilson Tiago Mathías) هافبک اهل برزیل است که در شهر Limeira و در تاریخ ۱۴ سپتامبر ۱۹۸۳ به دنیا آمده‌است.
ویلسون ماتیاس در تیم‌های فوتبال União São João سابقهٔ حضور دارد.